# 秋元和雄
秋元 和雄（あきもと かずお）は、日本の建築家。
1961年、日本大学旧工学部（現理工学部）建築学科卒業。清水建設から日本建築学会建築会館コンペ当選を期に独立。その後日本葛西海上保険軽井沢山荘コンペティションにも当選し設計をてがける。その他の作品に東京都城東地域中小企業研修センター、日本大学理工学部先端材料科学センター、幕張ベイタウンパティオス6番街N棟とE棟などがある。

## 設計競技入選歴
- 1963年：国立劇場設計競技 佳作
- 1963年：日本建築学会設計競技（国民宿舎）2等1席
- 1965年：日本建築センター設計競技 佳作
- 1980年：新「建築会館」設計競技1席
- 1981年：荻須記念館設計競技 佳作
- 1981年：奄美文化会館設計競技 佳作
- 1983年：久岐の浜ニュータウン設計競技（1次） 優秀賞
- 1984年：久岐の浜ニュータウン設計競技（2次） 1席
- 1985年：日本火災軽井沢山荘設計競技 1席（軽井沢・夏の家）
- 1996年：鴻巣文化会館設計競技 優秀賞

## 受賞歴
- 1984年：BCS賞（建築会館）
- 1985年：東京建築賞（新住宅普及会ビル）
- 1987年：中部建築賞（日本火災海上軽井沢山荘）
- 1995年：千葉県建築文化賞（幕張ベイタウンパティオス6番街）
- 1996年：東京建築賞（日本大学理工学部先端材料科学センター）
- 1999年：グッドデザイン、アーバンデザイン賞（幕張ベイタウンパティオス）
- 2003年：グッドデザイン賞（幕張ベイタウンセントラルパーク）